# 小山田織音
小山田 織音（こやまだ おりおん、1982年5月21日 - ）は、日本の俳優、音楽家。神奈川県湯河原町出身。プロジェクト・パーン所属。父は、放送作家の故小山田満月。

## 経歴
2003年、ライブハウス江古田マーキーにて元C-C-Bの関口誠人のワンマンライブの前座をする。
2007年、先輩の誘いで埼玉県朝霞市のコミュニティラジオ放送局すまいるエフエムの番組「キミに、つながレディオ！」のスタッフをした。2008年、先輩が別番組へと独立し、小山田はパーソナリティ兼プロデューサー代行を務める。主に、音楽コーナー「ミュージックフレンズ」（埼玉県NPO協働推進提案事業「埼玉ストリートミュージシャン支援プログラム」）と、環境保全コーナー「エコレボリューション」（さいたまコープ市民活動助成事業）を担当した。2010年には独立し、芸人の近澤みどりと共に朝霞の情報番組「RADIO GOES ON」を統括する。（中期はメランコリカメンバー、後期は声優の篠宮沙絵子と田口香織による制作）
2008年、アーティストグループ彩-Saiの代表として野外イベント「SSMまつり」（埼玉県NPO協働推進提案事業「埼玉ストリートミュージシャン支援プログラム」）を年間約50本、フリーマーケット主催団体協議会とNPO埼玉ネットと協働で開催した。2010年には団体名を変更し、ドリームスカイユニオンとしてNPO法人化し、小山田も理事になっている。
2012年、父、小山田満月が演出を手掛ける舞台「信夫の里の四人の夢姫」（第六回 ふるさと福島伝承文化再発見事業）にギター弾き役で出演。石垣りんの詩「表札」にメロディーをつけて歌う。福島テルサFTホールにて公演。
2014年、映画監督の加藤純平から声がかかり、自主制作短編映画「真冬のオリオン」（監督は鈴木邦智、プロデューサーは加藤純平）の主演を務める。「真冬のオリオン2」では主題歌も担当する（メランコリカ名義）。
2014年、映画監督の花堂純次に弟子入りするが多忙のため断られる。しかし、かわいそうに思った花堂は後輩の映画監督 都築宏明を紹介し、小山田は都築の主催する芝居ワークショップに通うようになる。そこで知り合った映画監督蒼井ヒロと協同し、自主制作短編映画YOKOHAMA TAXI DRIVERを制作する（監督は蒼井ヒロ、音楽制作担当は小山田織音）。
2016年、埼玉県北区日進町の情報発信とNPO市民団体を紹介するネットTV「キミに、つながっテレビ！」のMCを女優の小勝美早紀と善福克枝と共に務める。（初期は主にYouTubeで編集したものをUPしていたが、シーズンⅡからはFacebookによるLIVE配信となっている）

## 人物
東京都大田区で誕生し、神奈川県湯河原町で育つ。その後、埼玉県さいたま市に転居。利き手は右。視力は右が0.7、左が0.3である。
明るい性格で声が大きいためか、イベントの司会を頻繁に行なう。主に「『あついぞ！熊谷』おおさと夏まつり」「大宮日進七夕まつり」、都立代々木公園での「NPOまつり」などを毎年担当している。

### 名前
本名である。本来は滝音（タキオン）と名づけられるはずだったが、周囲から反対され、タキオンよりメジャー感のある織音（オリオン）に妥協して名付けられた。しかし、結局、後に生まれた弟には滝音と名付けられている。小山田は「おやまだ」と読む。しかし、本来は「こやまだ」で、祖父が覚えてもらいにくいからという理由で役場におやまだで届け出を出したら受理されてしまい、それ以降「おやまだ」と読むようになってしまっている。

## 出演

### 映画
- 今夜、ロマンス劇場で（2018年） - ミイラ 役
- 麻雀放浪記2020 （2019年） - TV局ディレクター役
- 蜜蜂と遠雷（2019年）- 審査員担当役
- ばるぼら（2020年） - 警察官役
- 静かなるドン（2023年） - 新鮮組組員役

### テレビドラマ
- TBS日曜劇場下町ロケット（2015年） - 第4話 帝国重工 経理審査官 役
- 99.9-刑事専門弁護士-（2016年） - 第1話 岡島化学研究所 山本 役
- 今夜、勝手に抱きしめてもいいですか?（2018年）[1] - 第9話 大手フーズ 担当者 役
- 東海テレビ オトナの土ドラ 絶対正義(2019年） - 第7話 記者 役
- フジテレビ系列「木曜劇場」ストロベリーナイト・サーガ（2019年）  - #7 - #9『インビジブルレイン』レギュラー（葉山則之のバディー）
- 日本テレビ 土曜ドラマ ボイス 110緊急指令室（2019年） - 第6話 西町交番警察官 川上 役
- FODオリジナルドラマ 地獄のガールフレンド（2019年）[2] - 第1話 市役所窓口担当者 役
- TBS日曜劇場 テセウスの船（2020年） - 第9話 記者２ 役
- GARO -VERSUS ROAD-（2020年） - #10「ENCOUNT」サラリーマン 役
- BG～身辺警護人～（2020年）  - 第6話 拡大スペシャル 記者B 役
- テレビ朝日開局60周年記念24 JAPAN（2020年-2021年）[3]  - レギュラー（CTUメンバー）
- テレビ東京系 共演NG 第1話（2020年） - 記者2 役
- NHK総合 風の向こうへ駆け抜けろ[4] 前編（2021年） - 緑川辰夫 役
- カンテレ・フジテレビ系列 アバランチ 第6話 - 最終話（2021年） - 極東リサーチメンバー
- 読売テレビ・日本テレビ系列 ボクの殺意が恋をした 第1話・第4話（2021年）  - 男、虎柊の父親 役
- イグナイト -法の無法者- 第3話（2025年5月2日、TBS） - 浩太の父 役[5]

### ラジオ
- 「キミに、つながレディオ！」（2008年4月5日 - 2010年2月27日、すまいるエフエム）
- 「RADIO GOES ON」（2010年5月5日 - 2014年9月24日、すまいるエフエム）[6]

### CM
- モンスターストライク 「大晦日限定！獣神祭 ムード歌謡」篇（2015年）

## ディスコグラフィ

### シングル

#### ダウンロード・シングル
|     | 発売日        | タイトル      | 収録作品 |
| --- | ------------- | ------------- | -------- |
| 1st | 2015年9月10日 | HEY! I LOVE U |          |

### アルバム
|     | 発売日        | タイトル | 規格品番  | オリコン 最高位 |
| --- | ------------- | -------- | --------- | --------------- |
| 1st | 2013年3月20日 | ひかり   | WITH-1012 |                 |

## ライブ

### 出演イベント
- 2011年2月24日 - 青山月見ル君思フ
- 2011年10月4日 - 渋谷屋根裏
- 2014年1月29日 - 渋谷クラブクアトロ
- 2014年5月25日 - 渋谷eggman